# 西三川砂金山
西三川砂金山（にしみかわさきんざん）は新潟県佐渡市（佐渡島）の旧西三川村にあった砂金を産出した金山群の総称。世界的にも珍しく、国内では唯一の埋没鉱床である。

## 歴史
平安時代末に記された『今昔物語集』（第二六巻第一五話）に「佐渡の国にこそ金の花咲きたる所は有りしかと」と、次いで鎌倉時代初期の『宇治拾遺物語』（巻四ノ二）に「佐渡国に有レ金事（こがねあること）」の記述があり、これらが西三川の砂金山のことを指しているとされる。
鎌倉幕府から佐渡の守護代に任じられ、戦国時代まで佐渡を統治した本間氏によって金山から自然流出した砂金を周辺河川ですくい上げてきたが、寛正元年（1460年）ごろに尾張国から来た山伏が金山の位置を見定め、弘治元年（1555年）ごろには金山麓の田畑を掘り返し（天地返し）沈澱していた砂金を掘り出す手法が採られていた。
天正17年（1589年）に上杉景勝が佐渡を攻略し西三川を含む金銀山を掌握すると、豊臣秀吉より上方の土木・鉱山の技術者が送り込まれ、西三川でも山肌を切り崩す大規模な採集作業が行われるようになった。文禄2年（1593年）ごろには代官が置かれ、山の神であるオオヤマツミを祀る大山祇神社も建立された。秀吉から景勝へ宛てた下知状には「西三川砂金之義は伏見大坂え可被相納者也(あいおさめられるべきものなり)」とある。
江戸幕府が成立すると佐渡は一島（一国）丸ごと天領となり、慶長9年（1604年）に金山役所が置かれ、相川町の佐渡奉行所から目付が派遣された。
明治5年（1872年）に閉山。

## 地誌
西三川という地名は真野湾に面した旧三川村の尾根を越えた西側にあることに由来する。
西三川を流れる西三川川は真野湾とは反対側の日本海に注ぐが、西三川で採れた砂金を本土へ搬出するための港が現在の赤泊漁港付近（佐渡汽船が発着していた赤泊港とは別）にあり、そこから最短距離の寺泊へと送り出した。この港に通じる山道を「金山道」と呼んでいた。こうしたことから西三川は三川と密接な関係にあった。
民俗学者の宮本常一によると昭和30年代まで西三川の海に近い集落では、石川県輪島市の大沢・上大沢で見られる風避けの間垣に似た竹垣（笹垣）が見られた。笹は束ねて川の流れに浸しておくことで砂金を付着させる原始的な砂金採り（金簗）に用いられたことから、河川敷の植生を意識的に残し、籠などの竹細工にも利用した。

## 特徴
西三川砂金山は単独の山の名称ではない。現在では砂金山と通称で呼ばれる虎丸山を中心に、立残山・峠坂山・杉平山・鵜峠山・五社屋山など西三川周辺に点在する砂金が採れる山々の総称である。
山間を流れる笹川川と金山川に砂金を含む土砂を運んで押し流しすくって（川浚い）採集してきたが、どちらの河川も水量が少なく夏には涸れてしまうことから、江戸時代に砂金山役人を務めていた辻藤左衛門（つじ とうざえもん）が溜池（当時は堤と呼んだ）と水路を造ることを提案し、姫路藩で池田輝政に仕え明延鉱山などで鉱山経営に携わった味方但馬（みかた たじま）が築造にあたり作業効率の向上を図った。。水路の途中は雛壇状に地形改変し、それぞれの段で砂金すくいを可能にした。この工程を西三川では「大流し」と呼んでいた。こうした溜池や水路は複数造られており、明和6年（1769年）には大規模な土砂崩れがあり溜池や水路のみならず集落も埋もれてしまい一時休業に追い込まれたり、旱魃続きで溜池も干上がることもあり、放棄されたものもあった。
『佐州金銀山之図』という江戸時代に描かれた絵図には西三川における一連の作業の流れが書き込まれており、往時の様子が鮮明に解る。
西三川の中心である笹川集落には、庄屋宅や大山祇神社があり、役所跡も確認されている。さらに金山を発見した山伏による修験道の修行場とした荒神山や阿弥陀堂も残されている。また、山を崩した際に転げ出たガラと呼ばれる巨礫を家屋土台・擁壁や田畑の土留め石垣に利用した。現在でも土砂を掘り起こす鶴首（片手用小型つるはし）、土砂を溜める盥、土砂の中から砂金を分離する沙板（ゆりいた）といった道具が残されている。
砂金を採り尽くし使われなくなった段水路の一部は棚田に、溜池も農業用に転用された。この二次産業（鉱業）から一次産業（農地）への転換は自然回帰的であるとして海外からも注目されている。

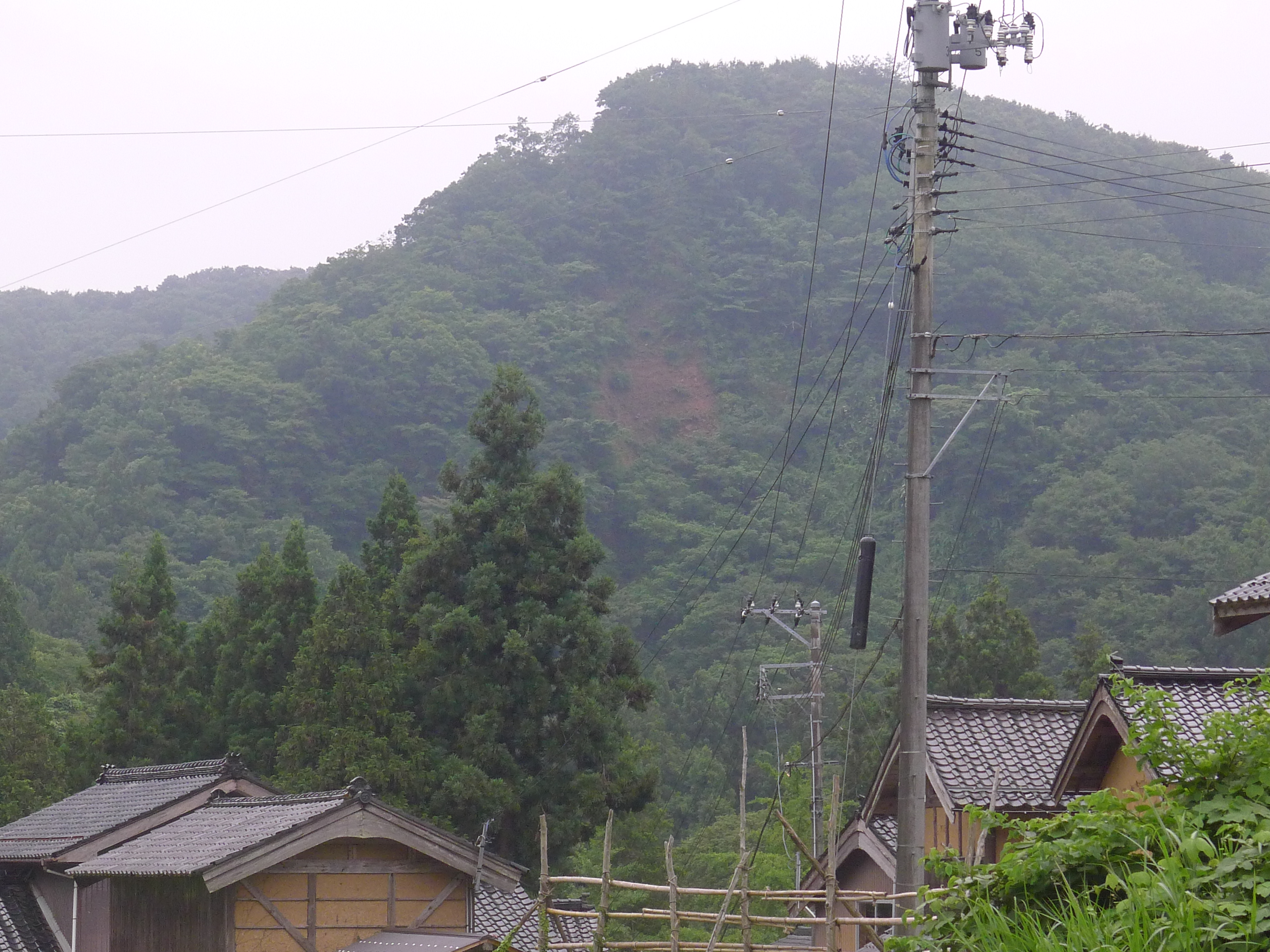
虎丸山
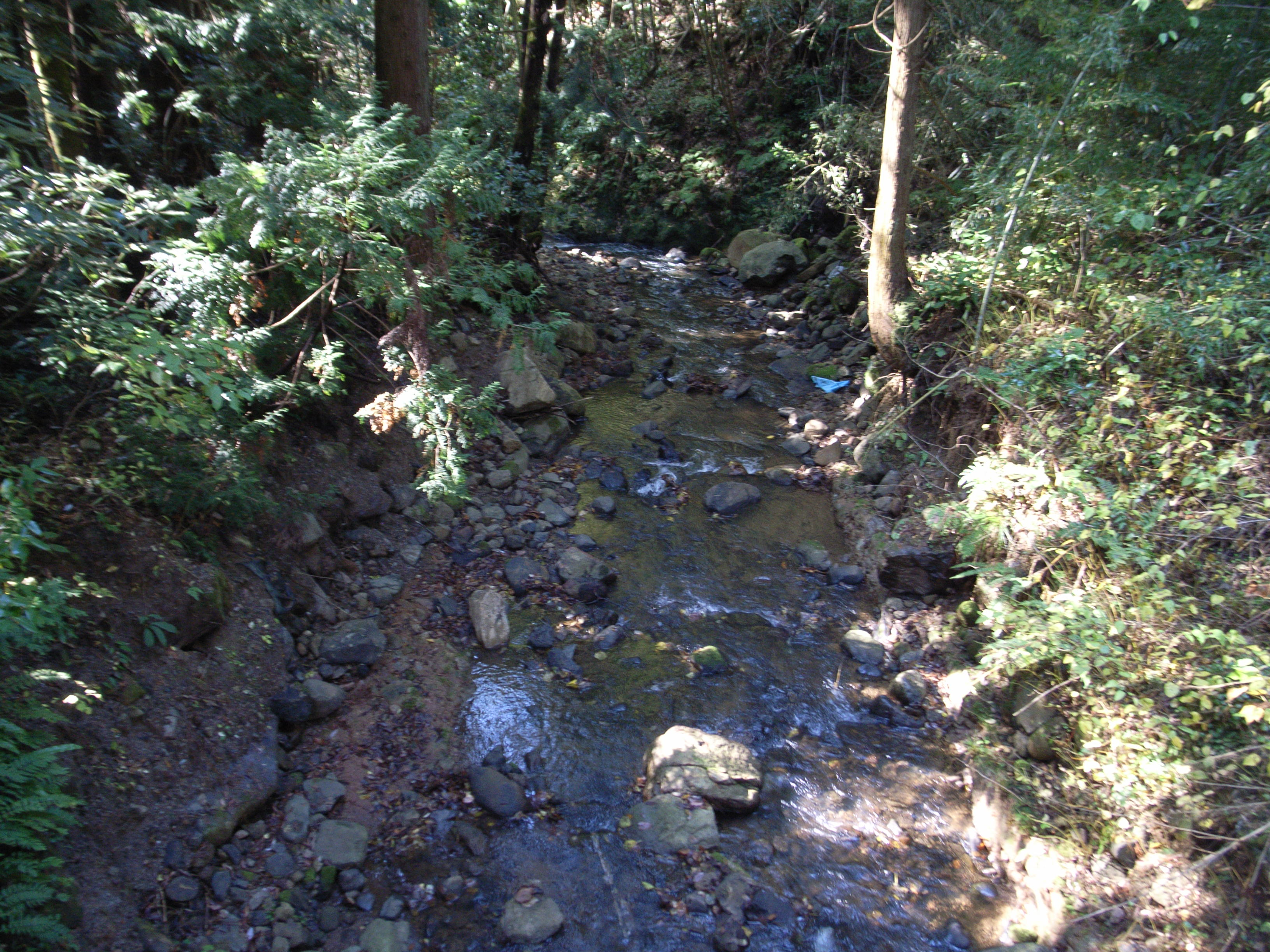
笹川川
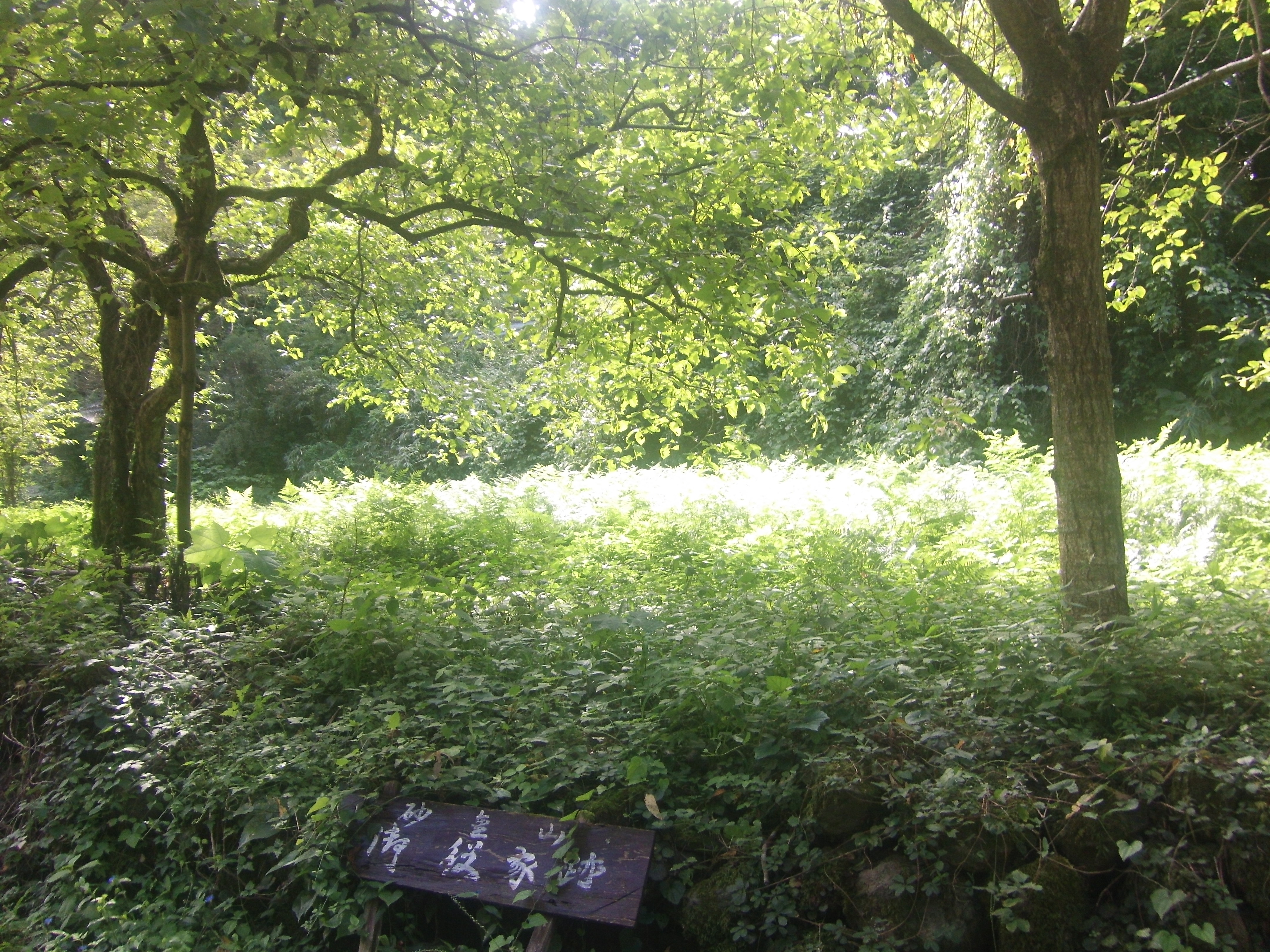
金山役所跡
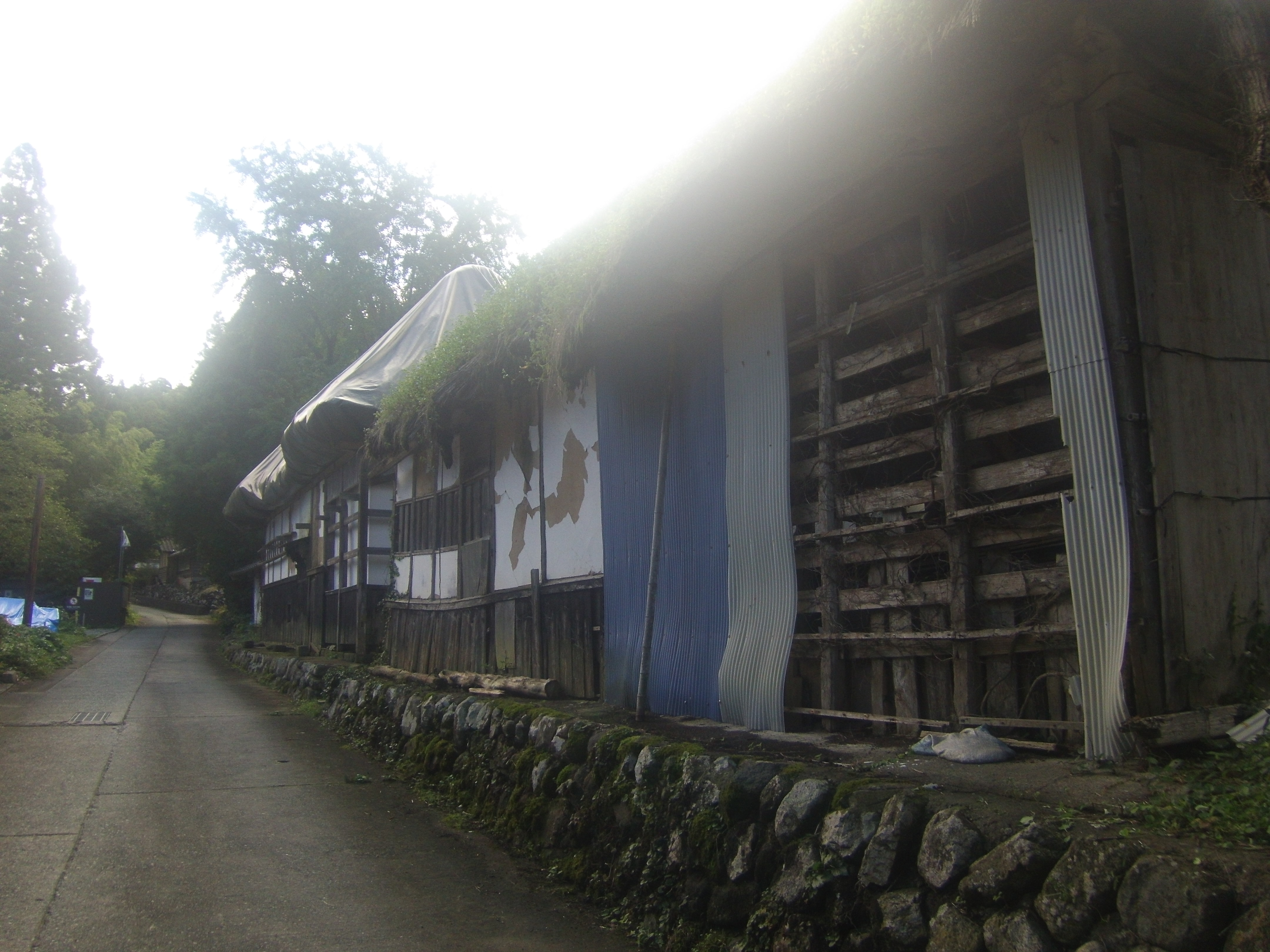
庄屋宅
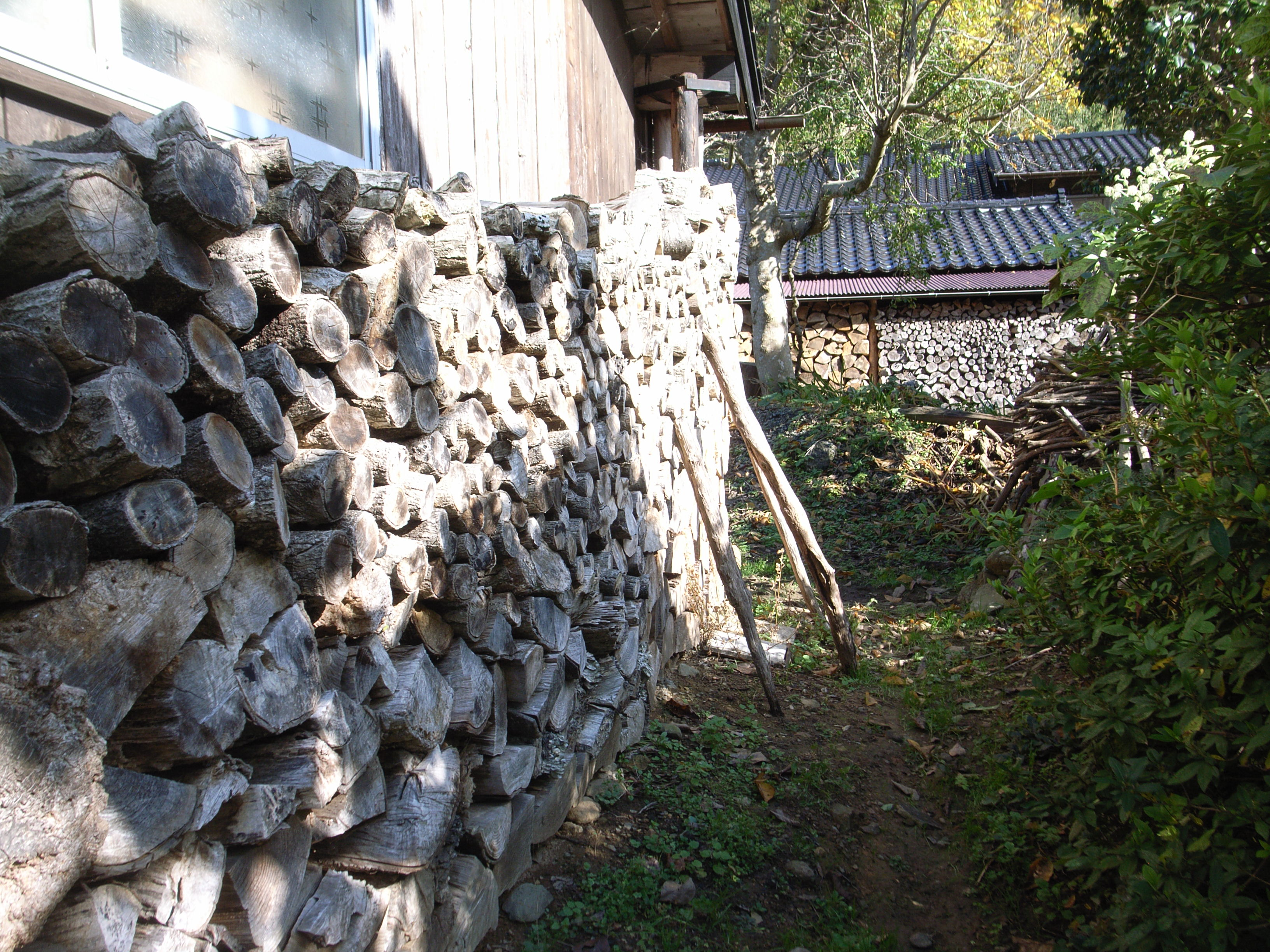
笹川集落のガラ積み塀
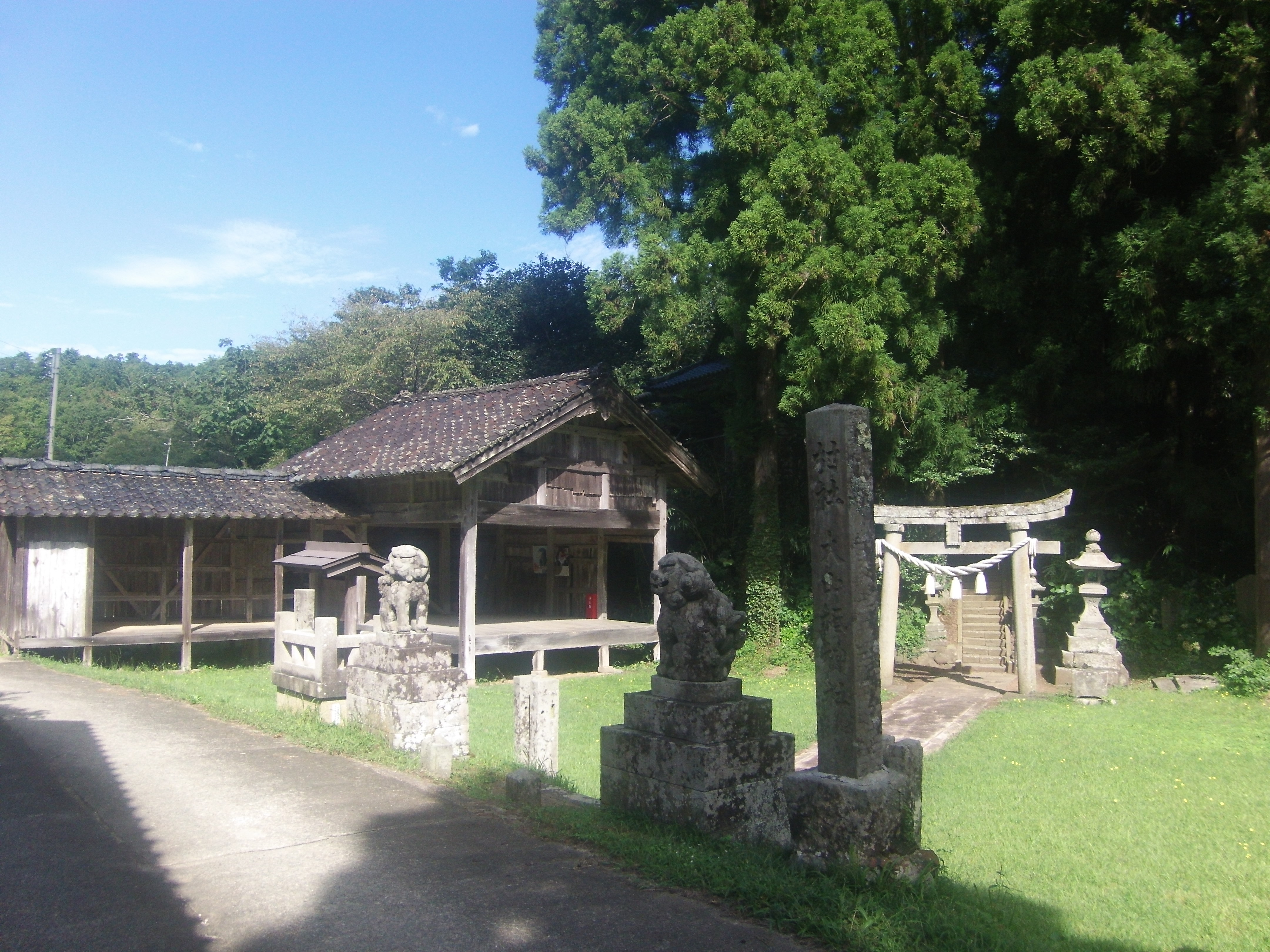
大山祇神社
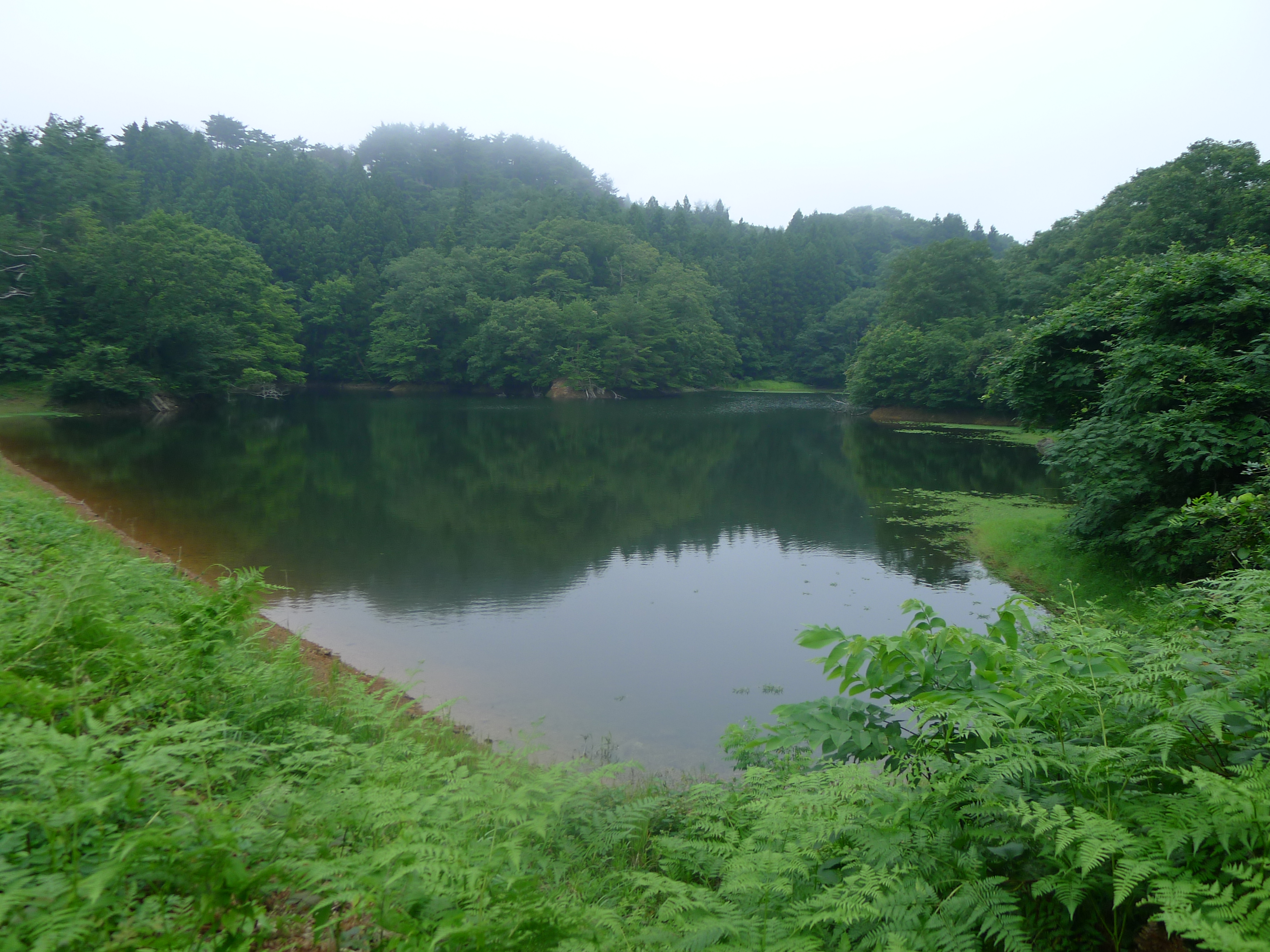
金山溜池
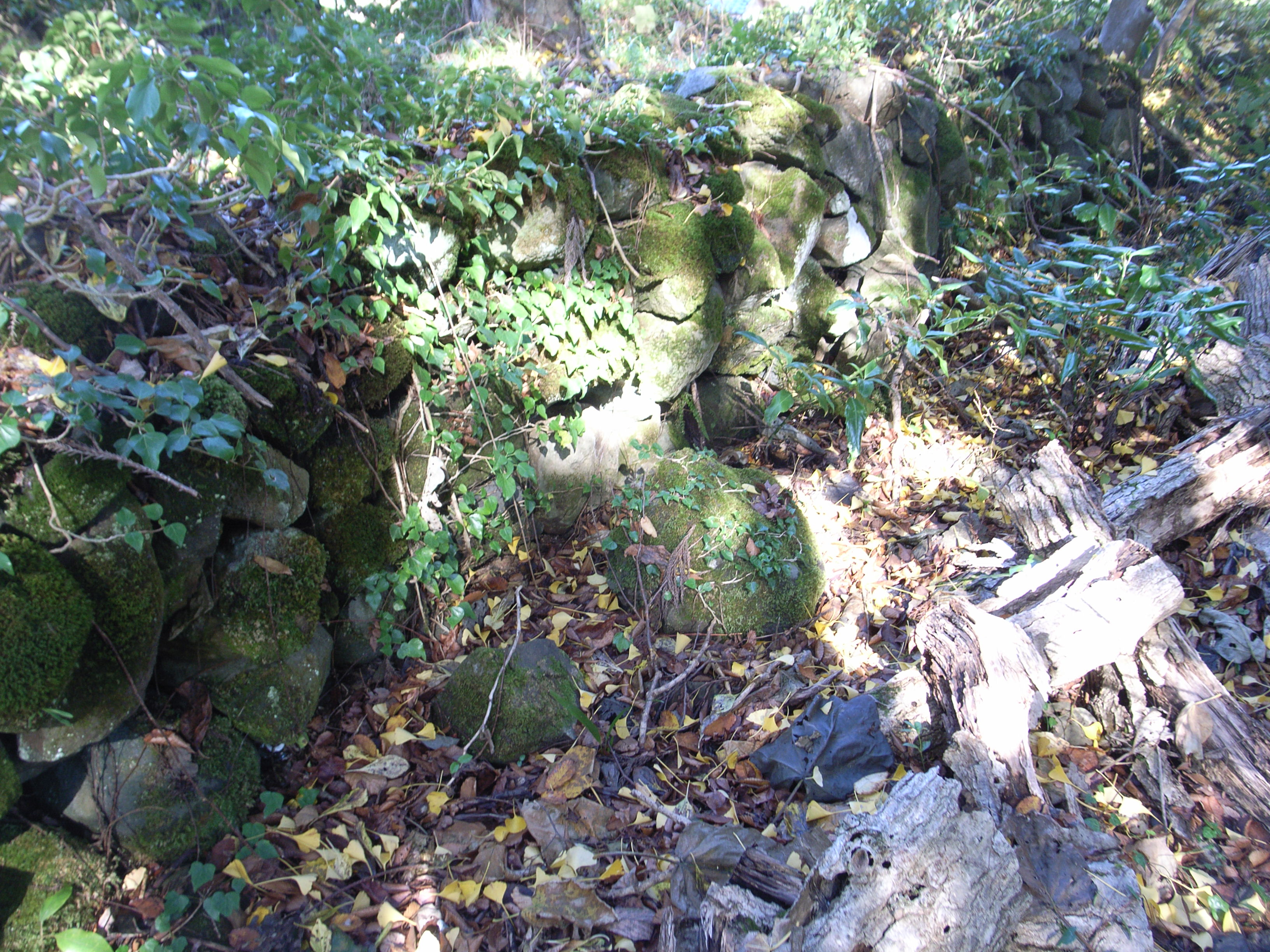
水路跡
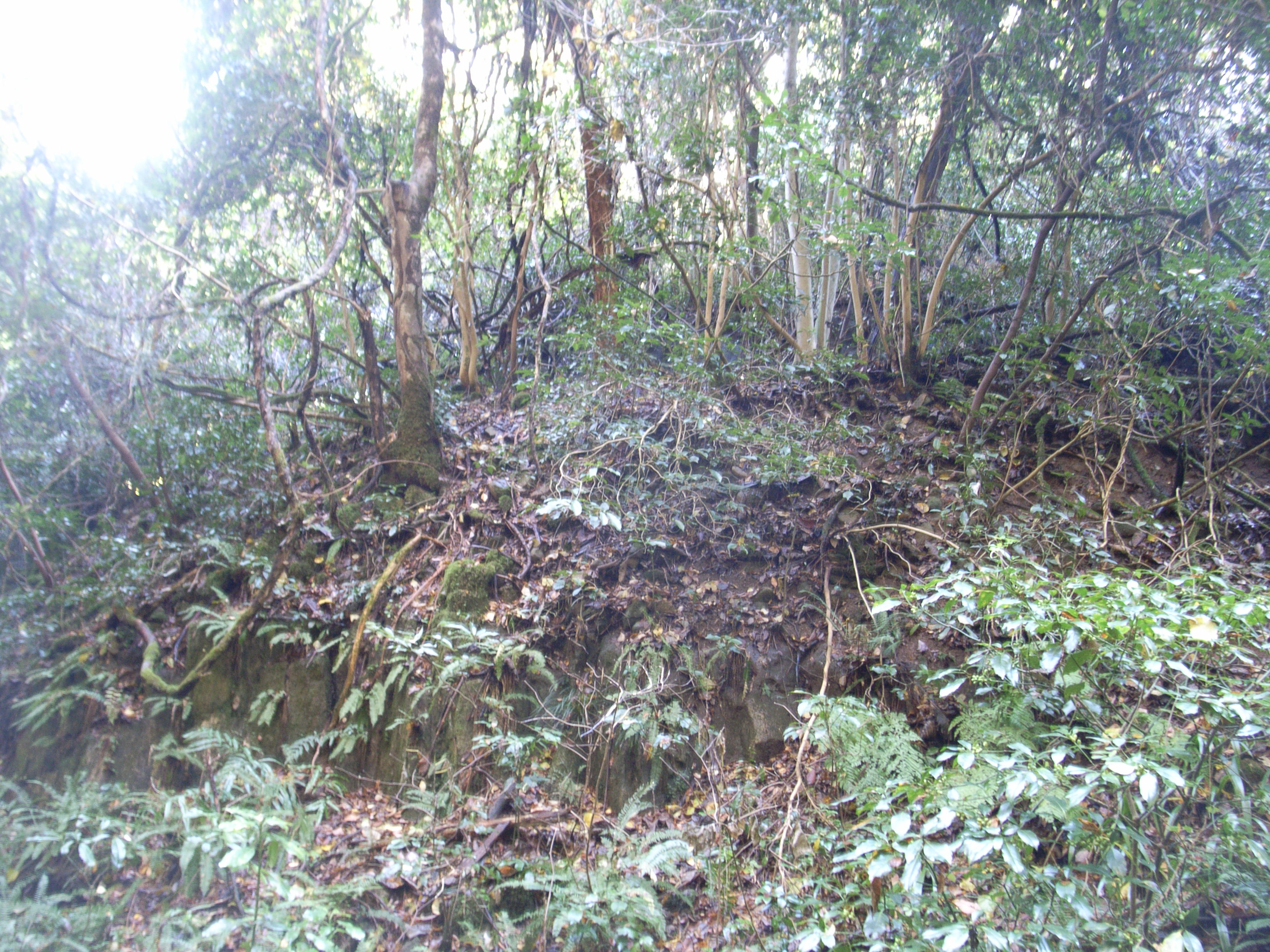
荒神山
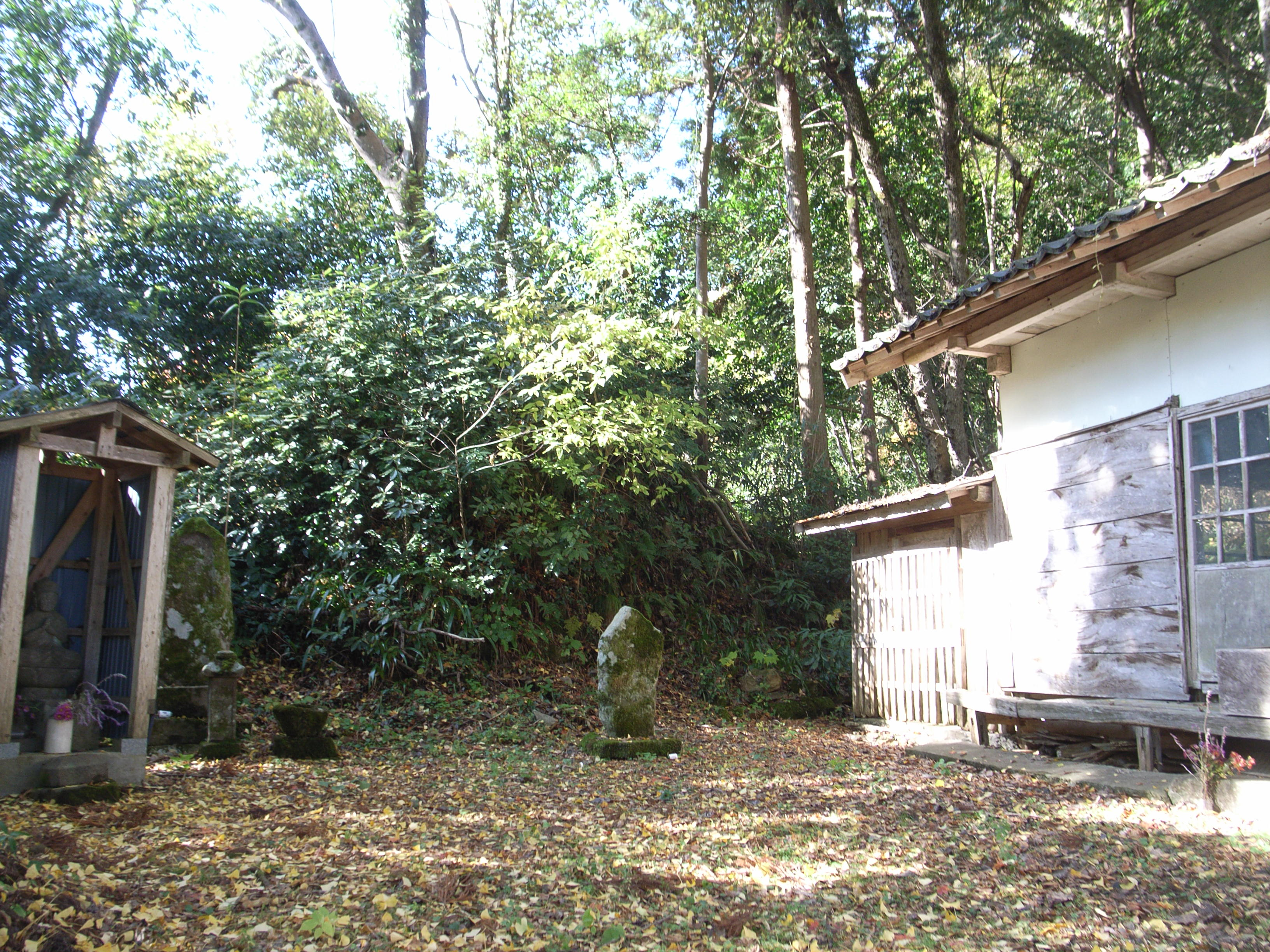
阿弥陀堂
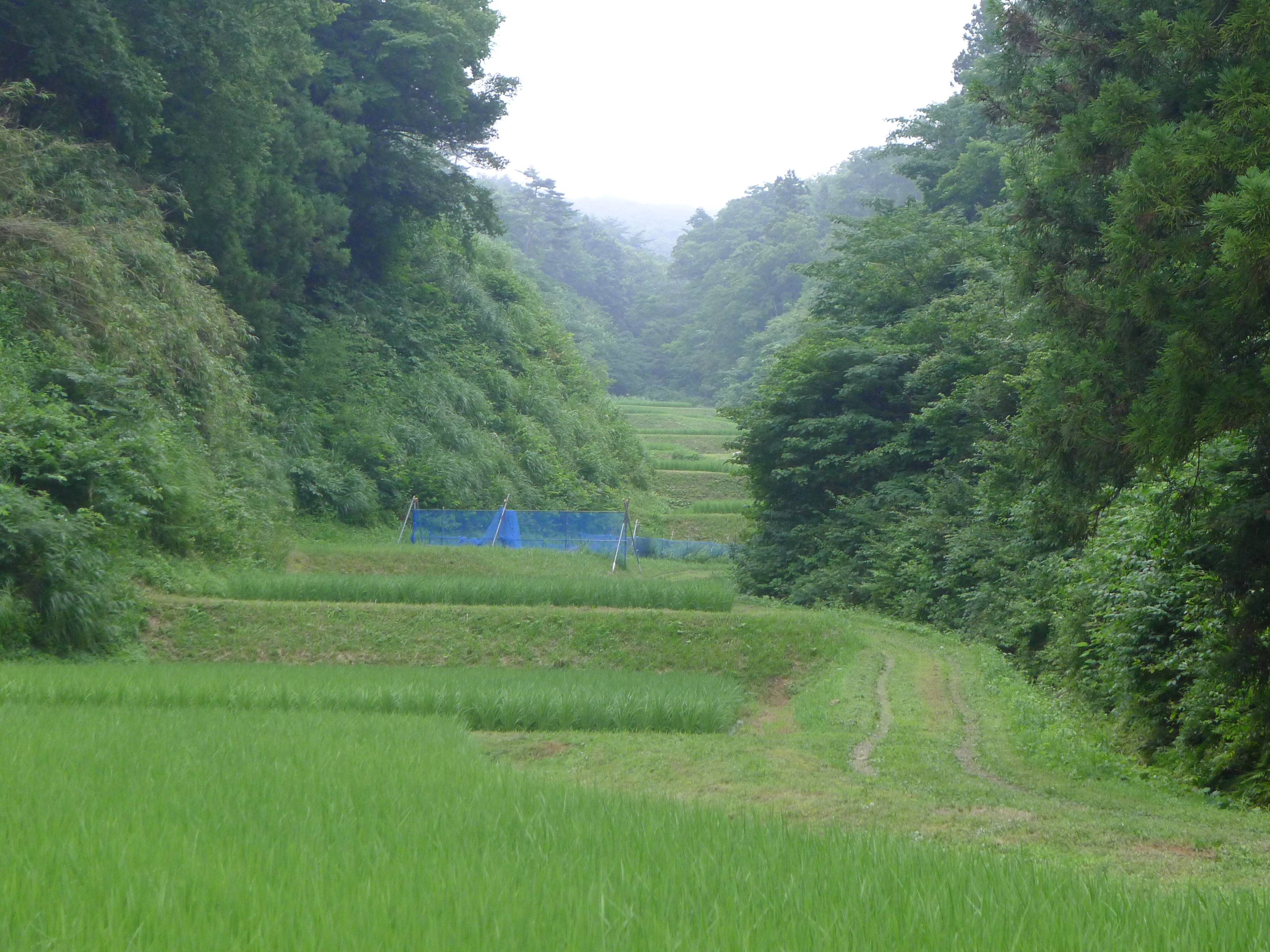
段水路を改変した棚田

## 文化財
2015年（平成27年）に西三川砂金山は直線距離で約15キロ離れた佐渡金山・鶴子銀山を対象とした文化財保護法での国指定史跡「佐渡金銀山遺跡」に追加指定。
同年、重要文化的景観に「佐渡西三川の砂金山由来の農山村景観」として選定。
2007年（平成19年）に文化庁が世界遺産候補地を公募したことをうけ、佐渡金山や鶴子銀山とともに「金と銀の島、佐渡－鉱山とその文化－」の名称で推挙し、2010年（平成22年）に文化審議会が正式な候補とすることを決め、「金を中心とする佐渡鉱山の遺産群」の一つとしてユネスコに受理された。2023年（令和5年）1月19日、「佐渡島の金山」に名称を改め世界遺産センターに推薦書を提出し、2024年に開催される世界遺産委員会で登録審査が行われる予定。